# Martin Lowry

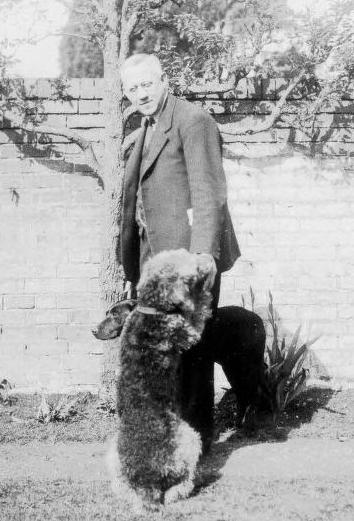
Martin Lowry

Thomas Martin Lowry, genannt Martin, (* 26. Oktober 1874 in Low Moor, Bradford, West Yorkshire, England; † 2. November 1936) war ein englischer Chemiker.

## Leben und Werk
Lowry war der Sohn eines Geistlichen und Offiziers (E. P. Wood) und besuchte die Schule in Bath (Kingswood School) und ab 1893 das Central Technical College in South Kensington. 1920 erhielt er ein Stipendium des City and Guilds of London Institute. Er studierte Chemie unter Henry Edward Armstrong, der sich hauptsächlich mit Organischer Chemie, aber auch mit der Chemie von Ionen in wässrigen Lösungen befasste. 1896 bis 1913 wurde Lowry sein Assistent und promovierte 1899 bei ihm.
Lowry entdeckte 1898 bei Nitro-d-Campher die Änderung des optischen Drehwinkels mit der Zeit und führte den Begriff der Mutarotation ein, um dieses Phänomen zu beschreiben.
1906 wurde Lowry Dozent (Lecturer) der Chemie am Westminster Training College. 1912 ging er an die Guy's Hospital Medical School, wo er 1913 Leiter der chemischen Abteilung und erster Professor der Chemie in einer Londoner Medical School wurde. 1914 wählte man ihn zum Mitglied der Royal Society. Im Ersten Weltkrieg diente er der Regierung in verschiedenen Funktionen zur Unterstützung des Krieges, unter anderem war er 1917 bis 1919 Direktor zur Befüllung von Artilleriemunition und war im Komitee für chemische Kriegsführung und in dem für Grabenkrieg. Dafür erhielt er den CBE und den italienischen Orden von St. Maurice und St. Lazarus. 1920 wurde er der erste Lehrstuhlinhaber für Physikalische Chemie an der University of Cambridge, was er bis zu seinem Tod blieb. Der Lehrstuhl war kurz zuvor durch Zuwendungen von Ölgesellschaften gestiftet worden.
Er studierte die Veränderung der Optischen Drehung, die durch Säuren- oder Basen katalysierte Reaktionen bei Campher-Derivaten verursacht werden, was ihn 1923 zu seiner Definition einer Säure-Base-Theorie brachte, die er unabhängig von der gleichen Formulierung Johannes Nicolaus Brønsteds im selben Jahr veröffentlichte (heute bekannt als Säure-Base-Definition nach Brønsted und Lowry).
Bis zum Ende seines Lebens blieb Lowry in Cambridge. Er war aktives Mitglied der Faraday Society und 1928 bis 1930 deren Präsident.
1904 heiratete er eine Tochter des Geistlichen C. Wood und hatte mit ihr zwei Söhne und eine Tochter.
Er hatte einen D.Sc. der Universität London (1899), ein Ehrendiplom (M.A.) in Cambridge und Ehrendoktorate in Brüssel und Dublin.
Er wurde auch zweimal für den Chemie-Nobelpreis nominiert.

## Schriften
- Optical Rotatory Power, London: Longmans, Green and Co. 1935
- mit A. C. Cavell: Intermediate Chemistry, London: Macmillan, 2. Auflage 1939